# Я люблю тебя, мамочка!
«Я люблю тебя, мамочка!» (англ. We Are Family) — индийский фильм режиссёра Сидхарта Мальхотра, ремейк голливудской картины «Мачеха». Премьера состоялась 3 сентября 2010 года. Главные роли исполнили звезды индийского кино Каджол, Карина Капур, Арджун Рампал.

## Сюжет
Майя (Каджол) является прекрасной матерью. Её жизнь крутится вокруг её трех детей: Алеи, Анкуша и Анжали. Несмотря на то, что она находится в разводе со своим мужем Аманом (Арджун Рампал), они продолжают оставаться счастливой семьёй. Аман знакомит свою семью со своей возлюбленной Шреей (Карина Капур), она модельер.
Когда Шрея идет с Аманом на вечеринку по случаю дня рождения Анжали, она случайно опрокидывает торт. Тем самым заставляет детей ненавидеть её. На следующий день Аман говорит Шрее остаться в их доме и нянчить их тремя детьми, потому что Майя находится вне города. На демонстрации мод Анжали помогает Шрее, но когда Шрея идет купить мороженое детям, Алея говорит Анджали и Анкушу, что она знает как избавиться от Шреи. Вскоре Анжали пропадает без вести. В отделении полиции Шрея и дети встречают Амана и Майю. Шрея говорит Аману, что она не может находиться рядом с детьми, если у неё нет разрешения Майи.
Несколько дней спустя Майя узнает, что больна раком и говорит об этом Аману, детям и Шрее. Шрея соглашается оставить свою карьеру модельера и целиком посвятить себя детям Майи и Амана. Но между Майей и Шреей возникает борьба, Аман говорит Майе, что они не должны конкурировать друг с другом, и в это время Майя падает в обморок и оказывается в больнице. Доктор говорит ей, что через несколько дней она умрет. Шрея заботится о детях, в то время как Аман находится в больнице с Майей. Когда Майя возвращается домой, то её ожидает сюрприз, приготовленный детьми и Шреей. Майя говорит Шрее, что она часть их семьи. Десять лет спустя Алея выходит замуж, и Шрея дает ей браслет, который принадлежал Майе. Алея очень больно, что её мать не увидела её свадьбу. В конце Шрея смотрит на звезды и вспоминает слова Майи.

## В ролях
- Каджол — Майя
- Карина Капур — Шрея
- Арджун Рампал — Аман
- Aanchal Munjal — Алея
- Nominath Ginsburg — Анкуш
- Diya Sonecha — Анжали

## Саундтрек
| №   | Название                                      | Исполнители                                   | Длительность |
| --- | --------------------------------------------- | --------------------------------------------- | ------------ |
| 1.  | «Ankhon Mein Neendein»                        | Рахат Фатех Али Хан, Шрея Гхошал              | 5:02         |
| 2.  | «Dil Khol Ke Let’s Rock»                      | Анушка Манчанда, Акрити Каккар, Сурадж Джаган | 3:57         |
| 3.  | «Reham O Karam»                               | Вишал Дадлани, Шанкар Махадеван               | 5:47         |
| 4.  | «Hamesha & Forever»                           | Сону Нигам, Шрея Гхошал                       | 4:51         |
| 5.  | «Sun Le Dua Yeh Aasmaan» (Theme Slow Version) | Бела Шенде                                    | 3:53         |
| 6.  | «We Are Family» (Theme)                       |                                               | 2:48         |
| 7.  | «Noor E Khuda» (Bonus Track)                  | Аднан Сами, Шанкар Махадеван, Шрея Гхошал     | 6:37         |
| 8.  | «Aaj Kal Zindagi» (Bonus Track)               | Шанкар Махадеван                              | 4:14         |
| 9.  | «Kabhi Alvida Naa Kehna» (Bonus Track)        | Сону Нигам, Алка Ягник                        | 8:01         |
| 10. | «Kal Ho Naa Ho» (Bonus Track)                 | Сону Нигам                                    | 5:19         |